# 兹氏县
兹氏县，中国古县名。
秦朝置，治所在今山西省汾阳市东南。属太原郡。西汉初封夏侯婴为兹氏侯于此。东汉建安中分匈奴左部居此。三国曹魏黄初二年（221年）移治今汾阳市。曾为西河郡治所。西晋改名隰城县。